# Magertjärnen (Stensele socken, Lappland)
Magertjärnen är en sjö i Storumans kommun i Lappland och ingår i Umeälvens huvudavrinningsområde.